# Çifteler
Çifteler ist eine Stadtgemeinde (Belediye) im gleichnamigen Ilçe (Landkreis) der Provinz Eskişehir in der türkischen Region Zentralanatolien und gleichzeitig ein Stadtbezirk der 1993 gebildeten Büyükşehir Belediyesi Eskişehir (Großstadtgemeinde/Metropolprovinz). Çifteler ist seit der Gebietsreform ab 2013 flächen- und einwohnermäßig identisch mit dem Landkreis.

## Geografie
Der Landkreis liegt im Süden der Provinz, etwa 60 Kilometer südöstlich des Zentrums von Eskişehir. Er grenzt im Westen an Han und Seyitgazi, im Norden an Mahmudiye, im Osten an Sivrihisar und im Süden an die Provinz Afyonkarahisar. Die Stadt und den Landkreis durchquert die Fernstraße D 675, die von der Europastraße 90 im Norden über Mahmudiye kommend nach Çay im Süden führt. Die Stadt liegt am Fluss Bardaklı Dere (auch Badra Çayı), der sich im Nordosten des Landkreises mit dem Seydisuyu Deresi vereinigt, der wiederum in den Sakarya fließt.

## Verwaltung
(Bis) Ende 2012 bestand der Landkreis aus der Kreisstadt und 22 Dörfern (Köy), die während der Verwaltungsreform 2013/2014 in Mahalle (Stadtviertel/Ortsteile) überführt wurden, die sechs bestehenden Mahalle der Kreisstadt blieben erhalten. Durch Herabstufung dieser Belediye und der Dörfer zu Mahalle stieg deren Anzahl auf 28. Ihnen steht ein Muhtar als oberster Beamter vor.
Ende 2020 lebten durchschnittlich 533 Menschen in jedem Mahalle, 2.965 Einw. im bevölkerungsreichsten (Adalar Mah.).

## Söhne und Töchter der Stadt
- Abdil Ceylan (* 1983), Langstreckenläufer
- Mehmet Feyzi Yıldırım (* 1996), Fußballspieler